# 1.ª etapa da Volta a Espanha de 2020
A 1.ª etapa da Volta a Espanha de 2020 desenvolveu-se a 20 de outubro de 2020 entre Irun e Arrate sobre um percurso de 173 km e foi vencida pelo esloveno Primož Roglič da equipa Jumbo-Visma, quem a sua vez converteu-se no primeiro líder da corrida.

## Classificação da etapa
| \| Classificação por etapas \| Classificação por etapas \| Classificação por etapas \| Classificação por etapas \| Classificação por etapas \| \| Ciclista \| Ciclista \| Equipe \| Tempo \| \| \| ------------------------ \| ------------------------ \| ------------------------ \| ------------------------ \| ------------------------ \| \| 1. \| Primož Roglič \| Jumbo-Visma \| 4h22m34s \| \| \| 2. \| Richard Carapaz \| Ineos Grenadiers \| + 1s \| \| \| 3. \| Daniel Martin \| Israel Start-Up Nation \| + 1s \| \| \| 4. \| Esteban Chaves \| Mitchelton-Scott \| + 1s \| \| \| 5. \| Felix Großschartner \| Bora-Hansgrohe \| + 1s \| \| \| 6. \| Enric Mas \| Movistar Team \| + 1s \| \| \| 7. \| Hugh Carthy \| EF Pro Cycling \| + 4s \| \| \| 8. \| Sepp Kuss \| Jumbo-Visma \| + 10s \| \| \| 9. \| George Bennett \| Jumbo-Visma \| + 40s \| \| \| 10. \| Andrea Bagioli \| Deceuninck-Quick Step \| + 51s \| \| |                     |                        |          |
| |                     |                        |          |
| Fonte: ProCyclingStats |                     |                        |          |
| Classificação por etapas |                     |                        |          |
| Ciclista | Ciclista            | Equipe                 | Tempo    |
| 1. | Primož Roglič       | Jumbo-Visma            | 4h22m34s |
| 2. | Richard Carapaz     | Ineos Grenadiers       | + 1s     |
| 3. | Daniel Martin       | Israel Start-Up Nation | + 1s     |
| 4. | Esteban Chaves      | Mitchelton-Scott       | + 1s     |
| 5. | Felix Großschartner | Bora-Hansgrohe         | + 1s     |
| 6. | Enric Mas           | Movistar Team          | + 1s     |
| 7. | Hugh Carthy         | EF Pro Cycling         | + 4s     |
| 8. | Sepp Kuss           | Jumbo-Visma            | + 10s    |
| 9. | George Bennett      | Jumbo-Visma            | + 40s    |
| 10. | Andrea Bagioli      | Deceuninck-Quick Step  | + 51s    |

## Classificações ao final da etapa

### Classificação geral
| \| Classificação geral \| Classificação geral \| Classificação geral \| Classificação geral \| Classificação geral \| \| Ciclista \| Ciclista \| Equipe \| Tempo \| \| \| ------------------- \| ------------------- \| ---------------------- \| ------------------- \| ------------------- \| \| 1. \| Primož Roglič \| Jumbo-Visma \| 4h22m24s \| \| \| 2. \| Richard Carapaz \| Ineos Grenadiers \| + 5s \| \| \| 3. \| Daniel Martin \| Israel Start-Up Nation \| + 7s \| \| \| 4. \| Esteban Chaves \| Mitchelton-Scott \| + 11s \| \| \| 5. \| Felix Großschartner \| Bora-Hansgrohe \| + 11s \| \| \| 6. \| Enric Mas \| Movistar Team \| + 11s \| \| \| 7. \| Hugh Carthy \| EF Pro Cycling \| + 14s \| \| \| 8. \| Sepp Kuss \| Jumbo-Visma \| + 20s \| \| \| 9. \| George Bennett \| Jumbo-Visma \| + 50s \| \| \| 10. \| Andrea Bagioli \| Deceuninck-Quick Step \| + 1m01s \| \| |                     |                        |          |
| |                     |                        |          |
| Fonte: ProCyclingStats |                     |                        |          |
| Classificação geral |                     |                        |          |
| Ciclista | Ciclista            | Equipe                 | Tempo    |
| 1. | Primož Roglič       | Jumbo-Visma            | 4h22m24s |
| 2. | Richard Carapaz     | Ineos Grenadiers       | + 5s     |
| 3. | Daniel Martin       | Israel Start-Up Nation | + 7s     |
| 4. | Esteban Chaves      | Mitchelton-Scott       | + 11s    |
| 5. | Felix Großschartner | Bora-Hansgrohe         | + 11s    |
| 6. | Enric Mas           | Movistar Team          | + 11s    |
| 7. | Hugh Carthy         | EF Pro Cycling         | + 14s    |
| 8. | Sepp Kuss           | Jumbo-Visma            | + 20s    |
| 9. | George Bennett      | Jumbo-Visma            | + 50s    |
| 10. | Andrea Bagioli      | Deceuninck-Quick Step  | + 1m01s  |

### Classificação por pontos
| Classificação por pontos | Classificação por pontos | Classificação por pontos | Classificação por pontos | Classificação por pontos |
| Ciclista                 | Ciclista                 | Equipe                   | Pontos                   |                          |
| ------------------------ | ------------------------ | ------------------------ | ------------------------ | ------------------------ |
| 1.                       | Primož Roglič            | Jumbo-Visma              | 25 pts                   |                          |
| 2.                       | Richard Carapaz          | Ineos Grenadiers         | 20 pts                   |                          |
| 3.                       | Daniel Martin            | Israel Start-Up Nation   | 16 pts                   |                          |
| 4.                       | Esteban Chaves           | Mitchelton-Scott         | 14 pts                   |                          |
| 5.                       | Felix Großschartner      | Bora-Hansgrohe           | 12 pts                   |                          |
| 6.                       | Enric Mas                | Movistar Team            | 10 pts                   |                          |
| 7.                       | Hugh Carthy              | EF Pro Cycling           | 9 pts                    |                          |
| 8.                       | Sepp Kuss                | Jumbo-Visma              | 8 pts                    |                          |
| 9.                       | George Bennett           | Jumbo-Visma              | 7 pts                    |                          |
| 10.                      | Andrea Bagioli           | Deceuninck-Quick Step    | 6 pts                    |                          |

### Classificação da montanha
| Classificação da montanha | Classificação da montanha | Classificação da montanha | Classificação da montanha | Classificação da montanha |
| Ciclista                  | Ciclista                  | Equipe                    | Pontos                    |                           |
| ------------------------- | ------------------------- | ------------------------- | ------------------------- | ------------------------- |
| 1.                        | Sepp Kuss                 | Jumbo-Visma               | 10 pts                    |                           |
| 2.                        | Quentin Jauregui          | AG2R La Mondiale          | 6 pts                     |                           |
| 3.                        | Enric Mas                 | Movistar Team             | 6 pts                     |                           |
| 4.                        | Richard Carapaz           | Ineos Grenadiers          | 4 pts                     |                           |
| 5.                        | Daniel Martin             | Israel Start-Up Nation    | 4 pts                     |                           |
| 6.                        | Jetse Bol                 | Burgos-BH                 | 4 pts                     |                           |
| 7.                        | Matteo Badilatti          | Israel Start-Up Nation    | 3 pts                     |                           |
| 8.                        | Esteban Chaves            | Mitchelton-Scott          | 1 pt                      |                           |
| 9.                        | Andrey Amador             | Ineos Grenadiers          | 1 pt                      |                           |
| 10.                       | Rémi Cavagna              | Deceuninck-Quick Step     | 1 pt                      |                           |

### Classificação dos jovens
| Classificação dos jovens | Classificação dos jovens | Classificação dos jovens | Classificação dos jovens | Classificação dos jovens |
| Ciclista                 | Ciclista                 | Equipe                   | Tempo                    |                          |
| ------------------------ | ------------------------ | ------------------------ | ------------------------ | ------------------------ |
| 1.                       | Enric Mas                | Movistar Team            | 4h22m35s                 |                          |
| 2.                       | Andrea Bagioli           | Deceuninck-Quick Step    | + 50s                    |                          |
| 3.                       | Gino Mäder               | NTT Pro Cycling          | + 1m31s                  |                          |
| 4.                       | Niklas Eg                | Trek-Segafredo           | + 1m37s                  |                          |
| 5.                       | Iván Ramiro Sosa         | Ineos Grenadiers         | + 1m50s                  |                          |
| 6.                       | Clément Champoussin      | AG2R La Mondiale         | + 1m50s                  |                          |
| 7.                       | Georg Zimmermann         | CCC Team                 | + 2m21s                  |                          |
| 8.                       | David Gaudu              | Groupama-FDJ             | + 2m21s                  |                          |
| 9.                       | Juan Pedro López         | Trek-Segafredo           | + 2m21s                  |                          |
| 10.                      | William Barta            | CCC Team                 | + 4m05s                  |                          |

### Classificação por equipas
| Classificação por equipes | Classificação por equipes | Classificação por equipes | Classificação por equipes |
| Equipe                    | Equipe                    | Tempo                     |                           |
| ------------------------- | ------------------------- | ------------------------- | ------------------------- |
| 1.                        | Jumbo-Visma               | 13h08m32s                 |                           |
| 2.                        | Movistar Team             | + 1m19s                   |                           |
| 3.                        | UAE Team Emirates         | + 2m30s                   |                           |
| 4.                        | Trek-Segafredo            | + 4m27s                   |                           |
| 5.                        | Ineos Grenadiers          | + 6m40s                   |                           |
| 6.                        | CCC Team                  | + 8m00s                   |                           |
| 7.                        | Cofidis                   | + 8m16s                   |                           |
| 8.                        | Astana                    | + 9m03s                   |                           |
| 9.                        | Mitchelton-Scott          | + 11m44s                  |                           |
| 10.                       | Total Direct Énergie      | + 15m30s                  |                           |

## Abandonos
- Ilan Van Wilder não completou a etapa com dores no joelho.[2]
- Mathias Frank não completou a etapa depois de levar vários dias doente.[3]
- Alexandre Geniez não completou a etapa.[2]